# Aéroport de Novy Ourengoï
L'aéroport de Novy Ourengoï (code IATA : NUX • code OACI : USMU) est un aéroport en Iamalie, Russie situé à 4 km au sud-ouest de Novy Ourengoï. Il gère des avions de ligne de taille moyenne. [réf. nécessaire]

## Compagnies aériennes et destinations
| Compagnies        | Destinations |
| ----------------- | --- |
| Aeroflot          | Moscou Chérémétiévo |
| Belavia           | Charter saisonnier: Minsk |
| Gazpromavia       | Moscou-Vnoukovo Seasonal: Talakan, Tioumen-Roshchino, Oufa, Iékaterinbourg-Koltsovo |
| NordStar Airlines | Moscou-Domodédovo, Makhatchkala |
| RusLine           | Krasnoïarsk-Iémélianovo, Iékaterinbourg-Koltsovo |
| S7 Airlines       | Moscou-Domodédovo Seasonal: Novossibirsk-Tolmatchevo |
| UVT Aero          | Seasonal: Bugulma, Chelyabinsk, Kazan, Perm |
| Yamal Airlines    | Krasnoïarsk-Iémélianovo, Moscou-Domodédovo, Novossibirsk-Tolmatchevo, Sabetta, Saint-Pétersbourg-Poulkovo, Salekhard, Simféropol, Tioumen-Roshchino, Oufa, Iékaterinbourg-Koltsovo Seasonal: Belgorod, Krasnodar-Pashkovsky, Omsk |

## Statistiques
Pour des raisons techniques, il est temporairement impossible d'afficher le graphique qui aurait dû être présenté ici.

Voir la requête brute et les sources sur Wikidata.